# Aulotandra madagascariensis
Aulotandra madagascariensis är en enhjärtbladig växtart som beskrevs av François Gagnepain. Aulotandra madagascariensis ingår i släktet Aulotandra och familjen Zingiberaceae. Inga underarter finns listade i Catalogue of Life.